# ネオジオのゲームタイトル一覧
ネオジオのゲームタイトル一覧（ネオジオのゲームタイトルいちらん）では、1990年から2004年まで発売されたネオジオ（全117タイトル）及び1994年から1999年まで発売されたネオジオCD（全97タイトル）用のゲームソフトを発売順に、加えて発売されなかったタイトルを列記する。
なお、ネオジオおよびネオジオCDのゲームタイトルの大半は業務用ネオジオであるMulti Video System（以下、MVS）向けに製作されたタイトルの移植作品である。
| 目次 | • 家庭用ネオジオのタイトル• ネオジオCDのタイトル• 発売されなかったタイトル• ネオジオステーション• 脚注• 参考文献 |

ネオジオは1990年にアーケードゲームおよびレンタルゲーム向けのプラットフォームとしてスタートした。その後、ファンからの要望を受けて1991年7月1日に家庭用ゲーム機として発売された。
当時のアーケードゲームから家庭用ゲーム機への移植作品は移植先の性能の都合上、元のゲームからかけ離れてしまうケースが多い中で、ネオジオは元のアーケードゲームと同じゲームが家庭でも楽しめることを利点としていた。さらに、『餓狼伝説』や『龍虎の拳』といった作品がネオジオ向けに発売された
一方、容量が大きい分コストが高く、ソフトが30000円前後と高額だった。
その後、1994年9月9日に発売されたネオジオCDにおいては、ソフトの価格は7000円前後に抑えられたものの、今度は読み込み時間が長いという短所があった。このため、SNKはラインナップを充実するためにサードパーティに声をかけており、そのうちの一つであるADKはMVSの没企画『押し出しジントリック』と『クロススウォードII』を発売した。
プラットフォームとしての展開終了後はバーチャルコンソールやXbox LIVE アーケードなどのダウンロード販売サービスやプラグ&プレイ型ゲーム機でも遊ぶことができる。

## 凡例
- 発売日:アーケードでの稼動日ではなく、家庭用の発売日で記載する。
- NGCD:ネオジオCDでも発売されたタイトル。
- NG:家庭用ネオジオでも発売されたタイトル。

## 家庭用ネオジオのタイトル
家庭用ネオジオのゲームタイトルは1990年から2004年にかけて発売された。
| 目次 | • 1990• 1991• 1992• 1993• 1994• 1995• 1996• 1997• 1998• 1999• 2000以降 |

発売年ごとのタイトル数は以下の通り（117タイトル）。
- 1990年（全11タイトル）
- 1991年（全16タイトル）
- 1992年（全12タイトル）
- 1993年（全7タイトル）
- 1994年（全12タイトル）
- 1995年（全15タイトル）
- 1996年（全15タイトル）
- 1997年（全5タイトル）
- 1998年（全7タイトル）
- 1999年（全3タイトル）
- 2000年（全3タイトル）
- 2001年（全1タイトル）
- 2002年（全4タイトル）
- 2003年（全3タイトル）
- 2004年（全3タイトル）

家庭用ネオジオのゲームタイトル全てはMVS向けに製作されたタイトルの移植作品であり、家庭用ネオジオ独自のタイトルは存在しない。
1990年に発売されたタイトルは1991年7月1日に廉価版が発売された。
| 発売日         | タイトル                                                            | 発売元                 | ジャンル | NGCD | 備考 | 脚注                   |
| -------------- | ------------------------------------------------------------------- | ---------------------- | -------- | ---- | --- | ---------------------- |
| 1990年4月26日  | NAM-1975                                                            | SNK                    | ACT      | ○    | ローンチタイトル | [ 6 ]                  |
| 1990年4月26日  | ベースボールスターズプロフェッショナル                              | SNK                    | SPT      | ○    | |                        |
| 1990年4月26日  | 麻雀狂列伝 -西日本編-                                               | SNK                    | TBL      | ○    | |                        |
| 1990年4月26日  | マジシャンロード                                                    | アルファ電子           | ACT      | ○    | |                        |
| 1990年5月23日  | トッププレイヤーズゴルフ                                            | SNK                    | SPT      | ○    | |                        |
| 1990年7月24日  | ライディングヒーロー                                                | SNK                    | RCG      | ○    | |                        |
| 1990年7月24日  | ニンジャコンバット                                                  | アルファ電子           | ACT      | ○    | |                        |
| 1990年10月8日  | ザ・スーパースパイ                                                  | SNK                    | ACT      | ○    | |                        |
| 1990年11月7日  | サイバーリップ                                                      | SNK                    | STG      | ○    | |                        |
| 1990年11月20日 | ジョイジョイキッド                                                  | SNK                    | PZL      | ○    | |                        |
| 1990年12月10日 | リーグボウリング                                                    | SNK                    | SPT      | ○    | |                        |
| 1991年7月1日   | ゴーストパイロット                                                  | SNK                    | STG      | ○    | |                        |
| 1991年7月1日   | 戦国伝承                                                            | SNK                    | SPT      | ○    | |                        |
| 1991年7月1日   | キング・オブ・ザ・モンスターズ                                      | SNK                    | ACT      |      | |                        |
| 1991年7月1日   | ラギ                                                                | アルファ電子           | ACT      | ○    | 日本国外ではBlue’s Journeyという題名で発売された | [ 7 ]                  |
| 1991年7月1日   | ASO II 〜ラストガーディアン〜                                       | SNK                    | STG      | ○    | |                        |
| 1991年7月1日   | みなさんのおかげさまです! 大スゴロク大会                            | モノリス               | TBL      |      | |                        |
| 1991年8月9日   | バーニングファイト                                                  | アルファ電子           | ACT      | ○    | |                        |
| 1991年8月30日  | クイズ大捜査線 〜THE LAST COUNT DOWN〜                              | SNK                    | TBL      |      | |                        |
| 1991年8月30日  | あしたのジョー伝説                                                  | ウェイブ               | ACT      |      | |                        |
| 1991年10月1日  | クロスソード                                                        | SNK                    | ACT      | ○    | ネオジオCD版のタイトルは『クロススウォード』 |                        |
| 1991年10月25日 | 2020年スーパーベースボール                                          | SNK                    | SPT      | ○    | |                        |
| 1991年11月20日 | 8マン                                                               | SNK                    | ACT      |      | 同名映画のゲーム化 | [ 8 ]                  |
| 1991年12月1日  | 餓狼伝説 〜宿命の闘い〜                                             | SNK                    | ACT      | ○    | |                        |
| 1991年12月20日 | スラッシュラリー                                                    | アルファ電子           | RCG      | ○    | ネオジオCD版のタイトルは『ラリーチェイス』 |                        |
| 1991年12月20日 | バカ殿様麻雀漫遊記                                                  | モノリス               | TBL      |      | |                        |
| 1991年12月10日 | ロボアーミー                                                        | SNK                    | ACT      | ○    | |                        |
| 1992年2月21日  | フットボールフレンジー                                              | SNK                    | SPT      | ○    | |                        |
| 1992年3月13日  | サッカーブロール                                                    | SNK                    | SPT      | ○    | |                        |
| 1992年4月17日  | ミューテイション・ネイション                                        | SNK                    | ACT      | ○    | |                        |
| 1992年4月24日  | クイズ迷探偵ネオ&ジオ -クイズ大捜査線パート2-                       | SNK                    | TBL      |      | |                        |
| 1992年4月24日  | ラストリゾート                                                      | SNK                    | STG      | ○    | |                        |
| 1992年4月28日  | ベースボールスターズ2                                               | SNK                    | SPT      | ○    | |                        |
| 1992年5月29日  | ニンジャコマンドー                                                  | アルファ電子           | ACT      | ○    | |                        |
| 1992年6月1日   | キング・オブ・ザ・モンスターズ2 〜THE NEXT THING〜                  | SNK                    | ACT      | ○    | |                        |
| 1992年7月17日  | アンドロデュノス                                                    | ビスコ                 | STG      |      | 2012年にはフランスのNeo Conception InternationalからネオジオCD移植版が発売されたほか、2020年8月6日には家庭用ネオジオ版の復刻版の発売、2021年に復刻版の再販がされた | [ 注 2 ] [ 11 ] [ 12 ] |
| 1992年9月11日  | ワールドヒーローズ                                                  | アルファ電子           | ACT      | ○    | | [ 13 ]                 |
| 1992年12月11日 | 龍虎の拳                                                            | SNK                    | ACT      | ○    | |                        |
| 1992年12月11日 | ビューポイント                                                      | サミー工業             | STG      | ○    | |                        |
| 1993年2月19日  | 得点王                                                              | SNK                    | SPT      | ○    | |                        |
| 1993年3月5日   | 餓狼伝説2 〜新たなる闘い〜                                          | SNK                    | ACT      | ○    | |                        |
| 1993年4月9日   | 戦国伝承2                                                           | SNK                    | ACT      | ○    | |                        |
| 1993年4月23日  | ファイヤースープレックス                                            | SNK                    | ACT      | ○    | |                        |
| 1993年6月4日   | ワールドヒーローズ2                                                 | ADK                    | ACT      | ○    | |                        |
| 1993年8月11日  | SAMURAI SPIRITS                                                     | SNK                    | ACT      | ○    | |                        |
| 1993年12月22日 | 餓狼伝説スペシャル                                                  | SNK                    | ACT      | ○    | |                        |
| 1994年2月18日  | ミラクルアドベンチャー                                              | データイースト         | ACT      |      | |                        |
| 1994年3月11日  | 龍虎の拳2                                                           | SNK                    | ACT      | ○    | | [ 14 ]                 |
| 1994年4月8日   | フライングパワーディスク                                            | データイースト         | ACT      | ○    | 2017年8月29日にPS4とPS Vitaにリメイク版が配信 |                        |
| 1994年4月28日  | ファイターズヒストリーダイナマイト                                  | データイースト         | ACT      | ○    | |                        |
| 1994年5月27日  | 得点王2                                                             | SNK                    | STG      | ○    | |                        |
| 1994年6月10日  | ワールドヒーローズ2 JET                                             | SNK                    | SPT      | ○    | 開発：ADK |                        |
| 1994年6月24日  | トップハンター 〜ロディー&キャシー〜                                | SNK                    | ACT      | ○    | |                        |
| 1994年8月26日  | ソニックウィングス2                                                 | ビデオシステム         | STG      | ○    | |                        |
| 1994年8月26日  | 痛快GANGAN行進曲                                                    | ADK                    | ACT      | ○    | |                        |
| 1994年10月1日  | ザ・キング・オブ・ファイターズ'94                                   | SNK                    | ACT      | ○    | |                        |
| 1994年12月2日  | 真SAMURAI SPIRITS 覇王丸地獄変                                      | SNK                    | ACT      | ○    | |                        |
| 1994年12月9日  | ダンクドリーム                                                      | データイースト         | SPT      | ○    | |                        |
| 1995年2月25日  | ギャラクシーファイト ユニバーサル・ウォーリアーズ                   | サンソフト             | ACT      | ○    | |                        |
| 1995年3月10日  | クイズ キング・オブ・ファイターズ                                   | ザウルス               | TBL      | ○    | |                        |
| 1995年3月31日  | ダブルドラゴン                                                      | テクノスジャパン       | ACT      | ○    | 同名作品を題材とした対戦型格闘ゲームであり、テクノスジャパンのMVS参入作品にあたる                                                                                  | [ 15 ]                 |
| 1995年4月7日   | 得点王3 〜栄光への挑戦〜                                            | SNK                    | SPT      | ○    | |                        |
| 1995年4月21日  | 餓狼伝説3 〜遥かなる闘い〜                                          | SNK                    | ACT      | ○    | |                        |
| 1995年5月26日  | 風雲黙示録〜格闘創世〜                                              | SNK                    | ACT      | ○    | |                        |
| 1995年6月30日  | ワールドヒーローズ パーフェクト                                     | SNK                    | ACT      | ○    | 開発：ADK |                        |
| 1995年7月28日  | 天外魔境 真伝                                                       | ハドソン               | ACT      | ○    | |                        |
| 1995年9月1日   | ザ・キング・オブ・ファイターズ'95                                   | SNK                    | ACT      | ○    | | [ 16 ]                 |
| 1995年9月28日  | パルスター                                                          | SNK                    | STG      | ○    | |                        |
| 1995年10月13日 | 将棋の達人                                                          | SNK                    | TBL      | ○    | 開発：ADK |                        |
| 1995年10月20日 | 超人学園ゴウカイザー                                                | テクノスジャパン       | ACT      | ○    | |                        |
| 1995年10月27日 | ステークスウィナー                                                  | ザウルス               | ACT      | ○    | |                        |
| 1995年11月17日 | ソニックウィングス3                                                 | ビデオシステム         | STG      | ○    | |                        |
| 1995年12月1日  | サムライスピリッツ 斬紅郎無双剣                                     | SNK                    | ACT      | ○    | | [ 16 ]                 |
| 1996年1月26日  | ちびまる子ちゃん まる子デラックスクイズ                             | タカラ                 | TBL      |      | |                        |
| 1996年1月26日  | リアルバウト餓狼伝説                                                | SNK                    | ACT      | ○    | | [ 16 ]                 |
| 1996年3月1日   | ビッグトーナメントゴルフ                                            | ナスカ                 | SPT      | ○    | |                        |
| 1996年4月19日  | マジカルドロップ2                                                   | SNK                    | PZL      | ○    | |                        |
| 1996年4月26日  | ART OF FIGHTING 龍虎の拳 外伝                                       | SNK                    | ACT      | ○    | | [ 16 ]                 |
| 1996年5月24日  | メタルスラッグ                                                      | ナスカ                 | ACT      | ○    | | [ 17 ]                 |
| 1996年5月24日  | オーバートップ                                                      | ADK                    | RCG      | ○    | | [ 注 3 ]               |
| 1996年6月28日  | NINJA MASTER'S〜覇王忍法帖〜                                        | SNK                    | ACT      | ○    | | [ 19 ]                 |
| 1996年7月26日  | 神凰拳                                                              | SNK                    | ACT      | ○    | | [ 16 ]                 |
| 1996年9月27日  | ザ・キング・オブ・ファイターズ'96                                   | SNK                    | ACT      | ○    | | [ 16 ]                 |
| 1996年11月8日  | 風雲スーパータッグバトル                                            | SNK                    | ACT      |      | | [ 16 ]                 |
| 1996年11月29日 | サムライスピリッツ 天草降臨                                         | SNK                    | ACT      | ○    | |                        |
| 1996年12月13日 | ステークスウィナー2                                                 | ザウルス               | ACT      |      | |                        |
| 1996年12月20日 | 得点王 炎のリベロ                                                   | SNK                    | SPT      |      | |                        |
| 1996年12月27日 | わくわく7                                                           | サンソフト             | ACT      |      | |                        |
| 1997年1月31日  | ティンクルスタースプライツ                                          | ADK                    | STG      | ○    | |                        |
| 1997年2月28日  | リアルバウト餓狼伝説スペシャル                                      | SNK                    | ACT      | ○    | | [ 20 ]                 |
| 1997年3月21日  | ブレイカーズ                                                        | ビスコ                 | ACT      | ○    | |                        |
| 1997年4月25日  | マジカルドロップ3                                                   | SNK                    | PZL      |      | |                        |
| 1997年9月25日  | ザ・キング・オブ・ファイターズ'97                                   | SNK                    | ACT      | ○    | | [ 21 ]                 |
| 1998年1月29日  | 幕末浪漫 月華の剣士                                                 | SNK                    |          | ○    | | [ 22 ]                 |
| 1998年2月26日  | ブレイジングスター                                                  | SNK                    |          |      | 開発を担当した夢工房にとっては参入作 仮タイトルは『パルスター2』                                                                                                   | [ 注 4 ] [ 23 ] [ 24 ] |
| 1998年4月2日   | メタルスラッグ2                                                     | SNK                    |          | ○    | | [ 25 ]                 |
| 1998年4月29日  | リアルバウト餓狼伝説2 〜THE NEWCOMERS〜                             | SNK                    |          | ○    | | [ 25 ]                 |
| 1998年6月24日  | ショックトルーパーズ セカンドスカッド                               | SNK                    |          |      | 開発：ザウルス | [ 26 ]                 |
| 1998年7月30日  | ネオジオカップ'98 〜THE ROAD TO THE VICTORY〜                       | SNK                    |          |      | | [ 27 ]                 |
| 1998年9月28日  | ザ・キング・オブ・ファイターズ'98 〜DREAM MATCH NEVER ENDS〜        | SNK                    |          | ○    | | [ 注 5 ]               |
| 1999年1月28日  | 幕末浪漫第二幕 月華の剣士 〜月に咲く華、散りゆく花〜                | SNK                    |          | ○    | | [ 29 ]                 |
| 1999年5月27日  | メタルスラッグX                                                     | SNK                    |          |      | | [ 30 ]                 |
| 1999年9月23日  | ザ・キング・オブ・ファイターズ'99 〜Millennium Battle〜             | SNK                    |          | ○    | | [ 31 ]                 |
| 2000年2月25日  | 餓狼 MARK OF THE WOLVES                                             | SNK                    |          |      | | [ 32 ]                 |
| 2000年6月1日   | メタルスラッグ3                                                     | SNK                    |          |      | | [ 32 ]                 |
| 2000年12月21日 | ザ・キング・オブ・ファイターズ2000                                  | SNK                    |          |      | | [ 32 ]                 |
| 2001年10月25日 | 戦国伝承2001                                                        | SNK                    |          |      | 開発：ノイズファクトリー |                        |
| 2002年3月14日  | ザ・キング・オブ・ファイターズ2001                                  | サン・アミューズメント |          |      | 開発：イオリス |                        |
| 2002年6月13日  | メタルスラッグ4                                                     | プレイモア             |          |      | 開発：メガ・エンタープライズ |                        |
| 2002年9月26日  | レイジ・オブ・ザ・ドラゴンズ                                        | SNKネオジオ            |          |      | 企画：エヴォガエンターテイメント、開発：ノイズファクトリー | [ 33 ]                 |
| 2002年12月19日 | ザ・キング・オブ・ファイターズ2002 〜CHALLENGE TO ULTIMATE BATTLE〜 | プレイモア             |          |      | 開発：イオリス |                        |
| 2003年5月29日  | 新・豪血寺一族 闘婚-Matrimelee-                                     | プレイモア             |          |      | |                        |
| 2003年11月13日 | SNK VS. CAPCOM SVC CHAOS                                            | プレイモア             |          |      | |                        |
| 2003年12月11日 | サムライスピリッツ零                                                | SNKプレイモア          |          |      | 開発：悠紀エンタープライズ |                        |
| 2004年2月19日  | メタルスラッグ5                                                     | SNKプレイモア          |          |      | |                        |
| 2004年3月18日  | ザ・キング・オブ・ファイターズ2003                                  | SNKプレイモア          |          |      | 開発：SNKネオジオ | [ 34 ]                 |
| 2004年7月15日  | サムライスピリッツ零スペシャル                                      | SNKプレイモア          |          |      | 開発：悠紀エンタープライズ |                        |

## ネオジオCDのタイトル
ネオジオCDのゲームタイトルは1994年から1999年にかけて発売された。
発売年ごとのタイトル数は以下の通り（97タイトル）。
- 1994年（全31タイトル）
- 1995年（全39タイトル）
- 1996年（全15タイトル）
- 1997年（全6タイトル）
- 1998年（全4タイトル）
- 1999年（全2タイトル）

ネオジオCDのゲームタイトルはMVS向けに製作されたタイトルの移植作品が大半を占めるが、一部MVSからの移植作品ではない独自タイトルが存在する。
なお、タイトルの中には業務用・家庭用ネオジオから一部内容が変更されているものもある。
| 発売日         | タイトル                                                     | 発売元           | NG | 備考 | 脚注         |
| -------------- | ------------------------------------------------------------ | ---------------- | -- | --- | ------------ |
| 1994年9月9日   | ASO II 〜ラストガーディアン〜                                | SNK              | ○  | 『A.S.O』の続編 | [ 35 ]       |
| 1994年9月9日   | 餓狼伝説 〜宿命の闘い〜                                      | SNK              | ○  | |              |
| 1994年9月9日   | 餓狼伝説2 〜新たなる闘い〜                                   | SNK              | ○  | |              |
| 1994年9月9日   | 餓狼伝説スペシャル                                           | SNK              | ○  | |              |
| 1994年9月9日   | キング・オブ・ザ・モンスターズ2 〜THE NEXT THING〜           | SNK              | ○  | |              |
| 1994年9月9日   | ザ・スーパースパイ                                           | SNK              | ○  | |              |
| 1994年9月9日   | SAMURAI SPIRITS                                              | SNK              | ○  | |              |
| 1994年9月9日   | ジョイジョイキッド                                           | SNK              | ○  | |              |
| 1994年9月9日   | 得点王2                                                      | SNK              | ○  | |              |
| 1994年9月9日   | トッププレイヤーズゴルフ                                     | SNK              | ○  | |              |
| 1994年9月9日   | NAM-1975                                                     | SNK              | ○  | |              |
| 1994年9月9日   | バーニングファイト                                           | SNK              | ○  | |              |
| 1994年9月9日   | フットボールフレンジー                                       | SNK              | ○  | |              |
| 1994年9月9日   | ベースボールスターズ2                                        | SNK              | ○  | |              |
| 1994年9月9日   | 麻雀狂列伝 -西日本編-                                        | SNK              | ○  | |              |
| 1994年9月9日   | ラストリゾート                                               | SNK              | ○  | |              |
| 1994年9月9日   | リーグボウリング                                             | SNK              | ○  | |              |
| 1994年9月9日   | 龍虎の拳                                                     | SNK              | ○  | |              |
| 1994年9月9日   | 龍虎の拳2                                                    | SNK              | ○  | |              |
| 1994年9月29日  | ソニックウィングス2                                          | ビデオシステム   | ○  | |              |
| 1994年9月29日  | トップハンター 〜ロディー&キャシー〜                         | SNK              | ○  | |              |
| 1994年10月31日 | クロススウォード                                             | アルファ電子     | ○  | |              |
| 1994年10月31日 | ニンジャコマンドー                                           | アルファ電子     | ○  | |              |
| 1994年10月31日 | ニンジャコンバット                                           | アルファ電子     | ○  | |              |
| 1994年10月31日 | マジシャンロード                                             | アルファ電子     | ○  | |              |
| 1994年10月31日 | ラギ                                                         | アルファ電子     | ○  | |              |
| 1994年10月31日 | ラリーチェイス                                               | アルファ電子     | ○  | アーケードゲーム『スラッシュラリー』の移植版 | [ 36 ]       |
| 1994年11月2日  | ザ・キング・オブ・ファイターズ'94                            | SNK              | ○  | |              |
| 1994年11月11日 | ワールドヒーローズ2 JET                                      | SNK              | ○  | 開発：ADK |              |
| 1994年12月15日 | 真SAMURAI SPIRITS 覇王丸地獄変                               | SNK              | ○  | |              |
| 1994年12月22日 | ファイターズヒストリーダイナマイト                           | データイースト   | ○  | |              |
| 1995年1月13日  | 痛快GANGAN行進曲                                             | ADK              | ○  | |              |
| 1995年1月20日  | ダンクドリーム                                               | データイースト   | ○  | |              |
| 1995年1月20日  | フライングパワーディスク                                     | データイースト   | ○  | |              |
| 1995年2月25日  | 2020年スーパーベースボール                                   | SNK              | ○  | |              |
| 1995年2月25日  | ビューポイント                                               | サミー工業       | ○  | |              |
| 1995年2月25日  | ミューテイション・ネイション                                 | SNK              | ○  | |              |
| 1995年3月17日  | ゴーストパイロット                                           | SNK              | ○  | |              |
| 1995年3月17日  | 戦国伝承                                                     | SNK              | ○  | |              |
| 1995年3月17日  | 戦国伝承2                                                    | SNK              | ○  | |              |
| 1995年3月17日  | パワースパイクスII                                           | ビデオシステム   |    | スーパーファミコン版でも『スーパーバレーII』というタイトルでリリースされている。 |              |
| 1995年3月17日  | ワールドヒーローズ                                           | アルファ電子     | ○  | |              |
| 1995年3月31日  | サッカーブロール                                             | SNK              | ○  | |              |
| 1995年3月31日  | 得点王                                                       | SNK              | ○  | |              |
| 1995年3月31日  | 雀神伝説 QUEST OF JONGMASTER                                 | エイコム         |    | PCエンジン版もアーケードカード専用ソフトとしてリリースされている。 |              |
| 1995年4月7日   | クイズ キング・オブ・ファイターズ                            | ザウルス         | ○  | |              |
| 1995年4月14日  | ワールドヒーローズ2                                          | ADK              | ○  | |              |
| 1995年4月21日  | ギャラクシーファイト ユニバーサル・ウォーリアーズ            | サンソフト       | ○  | |              |
| 1995年4月21日  | サイバーリップ                                               | SNK              | ○  | |              |
| 1995年4月21日  | ファイヤースープレックス                                     | SNK              | ○  | |              |
| 1995年4月21日  | ベースボールスターズプロフェッショナル                       | SNK              | ○  | |              |
| 1995年4月21日  | ロボアーミー                                                 | SNK              | ○  | |              |
| 1995年4月28日  | 餓狼伝説3 〜遥かなる闘い〜                                   | SNK              | ○  | |              |
| 1995年5月2日   | クロススウォードII                                           | ADK              |    | ネオジオCD専用タイトル。もともとは、没になったアーケードゲームの企画だった | [ 4 ]        |
| 1995年5月2日   | パズルボブル                                                 | タイトー         |    | スーパーファミコン版もリリースされている。 |              |
| 1995年5月26日  | ライディングヒーロー                                         | SNK              | ○  | |              |
| 1995年6月2日   | ダブルドラゴン                                               | テクノスジャパン | ○  | |              |
| 1995年6月16日  | 風雲黙示録                                                   | SNK              | ○  | |              |
| 1995年6月23日  | 得点王3 〜栄光への挑戦〜                                     | SNK              | ○  | |              |
| 1995年7月21日  | ワールドヒーローズパーフェクト                               | SNK              | ○  | 開発：ADK |              |
| 1995年8月25日  | 対戦アイドル麻雀ファイナルロマンス2                          | ビデオシステム   |    | ネオジオCD専用タイトル。MVS版以外からの移植作品。 |              |
| 1995年9月27日  | ザ・キング・オブ・ファイターズ'95                            | SNK              | ○  | | [ 注 6 ]     |
| 1995年10月20日 | 将棋の達人                                                   | SNK              | ○  | 開発：ADK |              |
| 1995年10月27日 | パルスター                                                   | SNK              | ○  | |              |
| 1995年11月10日 | ADKワールド                                                  | ADK              |    | ネオジオCD専用タイトル |              |
| 1995年11月24日 | 超人学園ゴウカイザー                                         | テクノスジャパン | ○  | |              |
| 1995年11月24日 | 天外魔境 真伝                                                | ハドソン         | ○  | |              |
| 1995年12月8日  | ソニックウィングス3                                          | ビデオシステム   | ○  | |              |
| 1995年12月22日 | NEO・GEO CD SPECIAL                                          | SNK              |    | ネオジオCD専用タイトル |              |
| 1995年12月29日 | サムライスピリッツ 斬紅郎無双剣                              | SNK              | ○  | | [ 16 ]       |
| 1996年2月23日  | リアルバウト餓狼伝説                                         | SNK              | ○  | | [ 16 ]       |
| 1996年3月22日  | 押し出しジントリック                                         | ADK              |    | ネオジオCD専用タイトル もともとはMVS向けの企画であり、ロケーションテストで『ぷよぷよ』との類似性を指摘され、いったんお蔵入りした後、SNKからの要請を受けてネオジオCD用ソフトとして発売された | [ 37 ] [ 4 ] |
| 1996年3月23日  | ステークスウィナー                                           | ザウルス         | ○  | |              |
| 1996年5月1日   | ビッグトーナメントゴルフ                                     | ナスカ           | ○  | |              |
| 1996年5月24日  | マジカルドロップ2                                            | SNK              | ○  | |              |
| 1996年6月14日  | ART OF FIGHTING 龍虎の拳 外伝                                | SNK              | ○  | | [ 注 7 ]     |
| 1996年7月5日   | オーバートップ                                               | ADK              | ○  | | [ 注 8 ]     |
| 1996年7月5日   | メタルスラッグ                                               | ナスカ           | ○  | | [ 17 ]       |
| 1996年7月19日  | フットサル 〜5 ON 5 MINI SOCCER〜                            | ザウルス         |    | 日本国外のみの移植作品 | [ 18 ]       |
| 1996年7月26日  | NEOドリフトアウト                                            | ビスコ           |    | | [ 18 ]       |
| 1996年8月23日  | 神凰拳                                                       | SNK              | ○  | | [ 16 ]       |
| 1996年9月20日  | 超鉄ブリキンガー                                             | ザウルス         |    | ネオジオCD専用タイトル。MVS版もロケーションテストのみ行われており、バーチャルコンソールで配信されているのはMVSバージョンである。                                                            | [ 17 ]       |
| 1996年9月27日  | NINJA MASTER'S〜覇王忍法帖〜                                 | SNK              | ○  | | [ 19 ]       |
| 1996年10月25日 | ザ・キング・オブ・ファイターズ'96                            | SNK              | ○  | | [ 16 ]       |
| 1996年12月27日 | サムライスピリッツ 天草降臨                                  | SNK              | ○  | |              |
| 1997年2月14日  | ザ・キング・オブ・ファイターズ'96 ネオジオコレクション       | SNK              |    | ネオジオCD専用タイトル |              |
| 1997年2月21日  | ティンクルスタースプライツ                                   | ADK              | ○  | |              |
| 1997年3月28日  | リアルバウト餓狼伝説スペシャル                               | SNK              | ○  | | [ 注 9 ]     |
| 1997年4月25日  | ブレイカーズ                                                 | ビスコ           | ○  | |              |
| 1997年6月27日  | 真説サムライスピリッツ武士道烈伝                             | SNK              |    | ネオジオCD専用タイトル。セガサターン版とPlayStation版もリリースされている。 | [ 39 ]       |
| 1997年10月30日 | ザ・キング・オブ・ファイターズ'97                            | SNK              | ○  | | [ 21 ]       |
| 1998年3月26日  | 幕末浪漫 月華の剣士                                          | SNK              | ○  | | [ 22 ]       |
| 1998年6月25日  | メタルスラッグ2                                              | SNK              | ○  | | [ 25 ]       |
| 1998年7月23日  | リアルバウト餓狼伝説2 〜THE NEWCOMERS〜                      | SNK              | ○  | | [ 25 ]       |
| 1998年12月23日 | ザ・キング・オブ・ファイターズ'98 〜DREAM MATCH NEVER ENDS〜 | SNK              | ○  | | [ 29 ]       |
| 1999年2月25日  | 幕末浪漫第二幕 月華の剣士 〜月に咲く華、散りゆく花〜         | SNK              | ○  | | [ 注 10 ]    |
| 1999年12月2日  | ザ・キング・オブ・ファイターズ'99 〜Millennium Battle〜      | SNK              | ○  | | [ 41 ]       |

## 発売されなかったタイトル
| 作品名                            | 発売元           | 備考 | 脚注                 |
| --------------------------------- | ---------------- | --- | -------------------- |
| 作戦名ラグナロク                  | NMK              | Multi Video System版は稼働。 |                      |
| 魔石大戦STOON                     | アイマックス     | ブロックをそろえて消す対戦格闘パズルゲームで、『ぷよぷよ』からの影響が指摘される。 アイマックスのネオジオ参入作であると同時に、初めてのアーケードゲームとなる予定だった。 第32回AMショー（1994年9月）に出展されたのち、1995年2月のAOU1995エキスポにて出展された。第33回AMショー（1995年9月）では、内容とタイトルを大幅に変更したうえで出展したが、公の場に披露したのはこれが最後となった。                                      | [ 注 11 ] [ 42 ]     |
| 棋娘 なないろといき               | アイマックス     | アイマックスのネオジオ第2弾となる予定だった。 ムック『アーケード未発売・未稼働ゲーム大全』の著者ぜくうは題名から脱衣要素を想起させるとしたうえで、SNK側が脱衣ものの稼働を許可しなかったのではないかと推測している。 | [ 43 ]               |
| 神竜戦記                          | アステック21     | アステック21のデビュー作として企画され、多彩な魔法攻撃を売りとした格闘シューティングゲームとなる予定だった。発売中止となった経緯は不明。 ぜくうによるとテーマである魔法攻撃やキャラクターの移動に伴う画面サイズの変化があわただしく、システムが複雑であるため、遊びにくい作品であるとされる。 | [ 44 ]               |
| ネオジオCDオリジナルRPG           | ADK              | |                      |
| 魔法塾                            | ザウルス         | |                      |
| QP                                | ザウルス         | |                      |
| へべれけのペアペアウォーズ        | サンソフト       | 『へべれけ』のキャラクターを3DCG化した『上海』風の対戦型パズルゲームで、AOU1996エキスポにて『わくわく7』とともに発表された。 ぜくうは、『へべれけ』の温かみのあるデザインと3DCGの相性の悪さがお蔵入りの原因ではないかと推測している。 | [ 45 ]               |
| ゴーストロップ                    | データイースト   | |                      |
| くにおの熱血闘球伝説              | テクノスジャパン | Multi Video System版は稼働。 |                      |
| ゴール!ゴール!ゴール!             | ビスコ           | |                      |
| パズルdeポン!                     | ビスコ           | |                      |
| Mr.Do! NEO                        | ビスコ           | |                      |
| ネオ・ボンバーマン                | ハドソン         | |                      |
| アルティメット4                   | フェイス         | |                      |
| オールスターバレー                | 魔法             | |                      |
| ラストオデッセイ                  | モノリス         | |                      |
| 空手忍者 翔                       | 夢工房           | 夢工房のネオジオ参入作になる予定だった。 『アーケード未発売・未稼働ゲーム大全2』の著者・ぜくうは、同社のスタッフの前職であるサントスが開発していたのではないかと推測している。 また、ぜくうによると雑誌「ネオジオフリーク」掲載時点ではロケーションテスト中であり、秋に発売を予定していたというが、AMショーへの出展がなかったことから、ロケーションテストの結果が振るわなかったためお蔵入りになったのではないかと推測している。 | [ 23 ]               |
| 武蔵巌流記                        | ビスコ           | 日本国外のみで販売。2020年春、JoshProdより、『ブレイカーズ リベンジ』とともに非ライセンス品として発売された。 | [ 46 ] [ 47 ]        |
| キング・オブ・ザ・モンスターズ    | SNK              | ネオジオCD用タイトル。 |                      |
| サムライスピリッツ零SPECIAL完全版 | SNK              | 『サムライスピリッツ零SPECIAL』の強化版。 2022年9月より、exA-Arcadia版が稼働。 | [ 48 ]               |
| DarkSeed（仮）                    | フェイス         | 『超人学園ゴウカイザー』の元スタッフが中心となって制作した作品。 同作のプロデューサーを務めた浅井健吾によると、資金難により2度の開発中断を余儀なくされた末に、正式に中止になったとされている。 2016年頃、とある人物がオークションで落札したNEO-GEOの開発用基板についていたフラッシュメモリからデータを見つけ、外注スタッフをはじめとする関係者の証言から詳細が判明する。                                                        | [ 49 ] [ 50 ] [ 51 ] |
| ダンクスター                      | サミー工業       | 1991年に稼働が予定されていた。 開発元のエイコム、および発売元のサミー工業にとってもネオジオ参入作となる予定だった。イベントへの出展やロケテストを繰り返した後、最終的にはスーパーファミコン用ソフト『スーパーダンクスター』として発売された。 | [ 9 ]                |

## ネオジオステーション
ネオジオステーションはNEOGEOの旧作ソフトをPS3・PSPで遊べるSNKプレイモアによるオンライン配信専用のサービス。オンライン対戦や協力プレイにも対応し、プレイ中にいつでも中断セーブ・ロードが行えるなど、さまざまなオプション要素が追加されている。
なおネオジオステーションは2016年7月27日にサービスが終了し、全タイトル配信停止になった。
- V：PS Vita互換対応タイトル
- オ：オンラインプレイ対応タイトル（サービスが終了したタイトルも含む）

| 発売日         | タイトル                               | 容量  | Ｖ | オ | 備考         |
| -------------- | -------------------------------------- | ----- | -- | -- | ------------ |
| 2010年12月22日 | マジシャンロード                       | 13 MB | ●  | ●  | サービス終了 |
| 2010年12月22日 | ベースボールスターズプロフェッショナル | 14 MB | ●  | ●  | サービス終了 |
| 2010年12月22日 | リーグボウリング                       | 11 MB | ●  | ●  | サービス終了 |
| 2010年12月22日 | ASO II －ラストガーディアン－          | 14 MB | ●  | ●  | サービス終了 |
| 2010年12月22日 | 龍虎の拳                               | 18 MB | ●  | ●  | サービス終了 |
| 2010年12月22日 | 得点王                                 | 16 MB | ●  | ●  | サービス終了 |
| 2010年12月22日 | サムライスピリッツ                     | 22 MB | ●  | ●  | サービス終了 |
| 2010年12月22日 | THE KING OF FIGHTERS’94                | 28 MB | ●  | ●  | サービス終了 |
| 2010年12月22日 | メタルスラッグ                         | 33 MB | ●  | ●  | サービス終了 |
| 2010年12月22日 | 餓狼伝説 －宿命の闘い－                | 15 MB | ●  | ●  | サービス終了 |
| 2011年7月14日  | THE KING OF FIGHTERS’95                | 34 MB | ●  | ●  | サービス終了 |
| 2011年7月14日  | ベースボールスターズ2                  | 16 MB | ●  | ●  | サービス終了 |
| 2011年8月25日  | ワールドヒーローズ                     | 17 MB | ●  | ●  | サービス終了 |
| 2011年8月25日  | ショックトルーパーズ                   | 37 MB | ●  | ●  | サービス終了 |
| 2011年9月29日  | THE KING OF FIGHTERS’96                | 44 MB | ●  | ●  | サービス終了 |
| 2011年9月29日  | メタルスラッグ2                        | 35 MB | ●  | ●  | サービス終了 |